# Utajený porod
Utajený porod je typ porodu, kdy jsou informace o matce známy, avšak utajeny. V české legislativě je platný od 1. září 2004 (zákon č. 422/2004 Sb.). Často bývá zaměňován s pojmem anonymní porod.

## Utajený porod vs. anonymní porod

### Utajený porod
- Identita matky je známa, avšak utajena.
- v české legislativě platný od 1. 9. 2004 – zákon č. 422/2004 Sb.
- Nemůže jej podstoupit každá žena – pouze žena s českým státním občanstvím, která není vdaná ani rozvedená kratší dobu než 300 dní a jejímu muži nesvědčí domněnka otcovství.
- Biologická matka není zapsána v rodném listu dítěte, má k němu ale právní vztah až do doby, kdy bude dítě definitivně osvojeno.

### Anonymní porod
- Identita matky není známa.
- V prostředí českých porodnic zatím není legální.
- Ženy se mohou obrátit na specializované subjekty – např. kojenecký ústav, azylový dům, atp.
- Biologická matka není zapsána do rodného listu dítěte a nemá k němu ani právní vztah.
- Dítě má právní statut nalezence.

## Utajený porod
Utajený porod je možný ve všech zařízeních poskytující zdravotní péči v souvislosti s porody.
Lze oslovit i několik kojeneckých ústavů a center spolupracující s porodnicemi.
Podání žádosti o utajený porod – ideálně před termínem porodu, ale může být i podána při příjmu na porodní sál.
Příjem na porodní ambulanci – musí být předložen průkaz totožnosti rodičky, průkaz pojišťovny, rodný list a doklad o výši příjmů.
Uchování identity matky v tajnosti – určen ošetřující gynekolog a porodní asistentka, kteří pečují o rodičku, snaha, aby byla rodička ve styku s co nejmenším počtem personálu.

### Průběh utajeného porodu
- Sepsání žádosti o utajený porod
- Překontrolování a podepsání žádosti – gynekolog a porodní asistentka
- Žádost a identifikační údaje ženy jsou vedeny odděleně od zdravotní dokumentace
- Zdravotní dokumentace vedena v listové podobě, elektronická verze je po jejím vytištění vymazána z počítače
- Ve zprávě o narození dítěte není uvedeno jméno matky – pouze utajený porod + jeho číslo a rok
- Sepsáno prohlášení o porodu – z důvodu hrazení pojišťovnou
- Po hospitalizaci veškerá dokumentace zapečetěna, odtajnit ji může pouze soud
- Ošetřující lékař i personál pečující o matku mají povinnost mlčenlivost
- Matka si až do porodu může rozmyslet, že chce rodit bez utajení – sepsáno prohlášení z druhé strany kopie žádosti o utajení
- Po porodu hospitalizace rodičky na gynekologickém oddělení – ne na oddělení šestinedělí
- Dítě v péči neonatologického oddělení, podrobeno vyšetřením
- Dítě po porodu právně přisuzováno matce – až do definitivního osvojení je za něj právně odpovědná
- Z důvodu utajení identity matky určen poručník dítěte, který bude vést jednotlivé kroky směřující k umístění dítěte do náhradní rodinné péče

### Dětský domov v Aši
Provádí utajené porody již od roku 1997. 
Matky sem nastupují na vlastní žádost.
Těhotné ženy jsou zde ubytovány, aby si jejich okolí nevšimlo jejich vyššího stupně těhotenství.
Pobyt si ženy hradí samy – pokud nejsou schopny uhradit náklady na poskytnutí peněz ze sponzorských účtů – po předložení potvrzení.
Při přijetí – sepsána anamnéza, otázky ohledně rozhodnutí pro utajený porod + získání i těch informací, které by jinak byly skryty a jsou důležité pro náhradní rodiče.
Doba porodu – převezení do nejbližší porodnice, po hospitalizaci se matka vrací do místa bydliště.